# Thymistadopsis
Thymistadopsis là một chi bướm đêm thuộc phân họ Drepaninae.